# 말러시에마데현

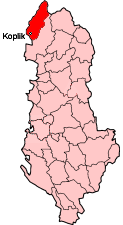
말러시에마데 현의 위치

말러시에마데현(알바니아어: Rrethi i Malësisë së Madhe)은 알바니아를 구성하는 36개 현 가운데 하나로, 현청 소재지는 코플리크이며 면적은 897km2, 인구는 37,000명(2004년 기준)이다. 행정 구역상으로는 슈코더르 주에 속한다.